# Трьохсвятительська вулиця
Трьохсвяти́тельська ву́лиця — вулиця в Шевченківському районі міста Києва, місцевість Старий Київ. Пролягає від Європейської площі до Михайлівської площі.
Прилучаються вулиці Хрещатик і Костельна.

## Історія

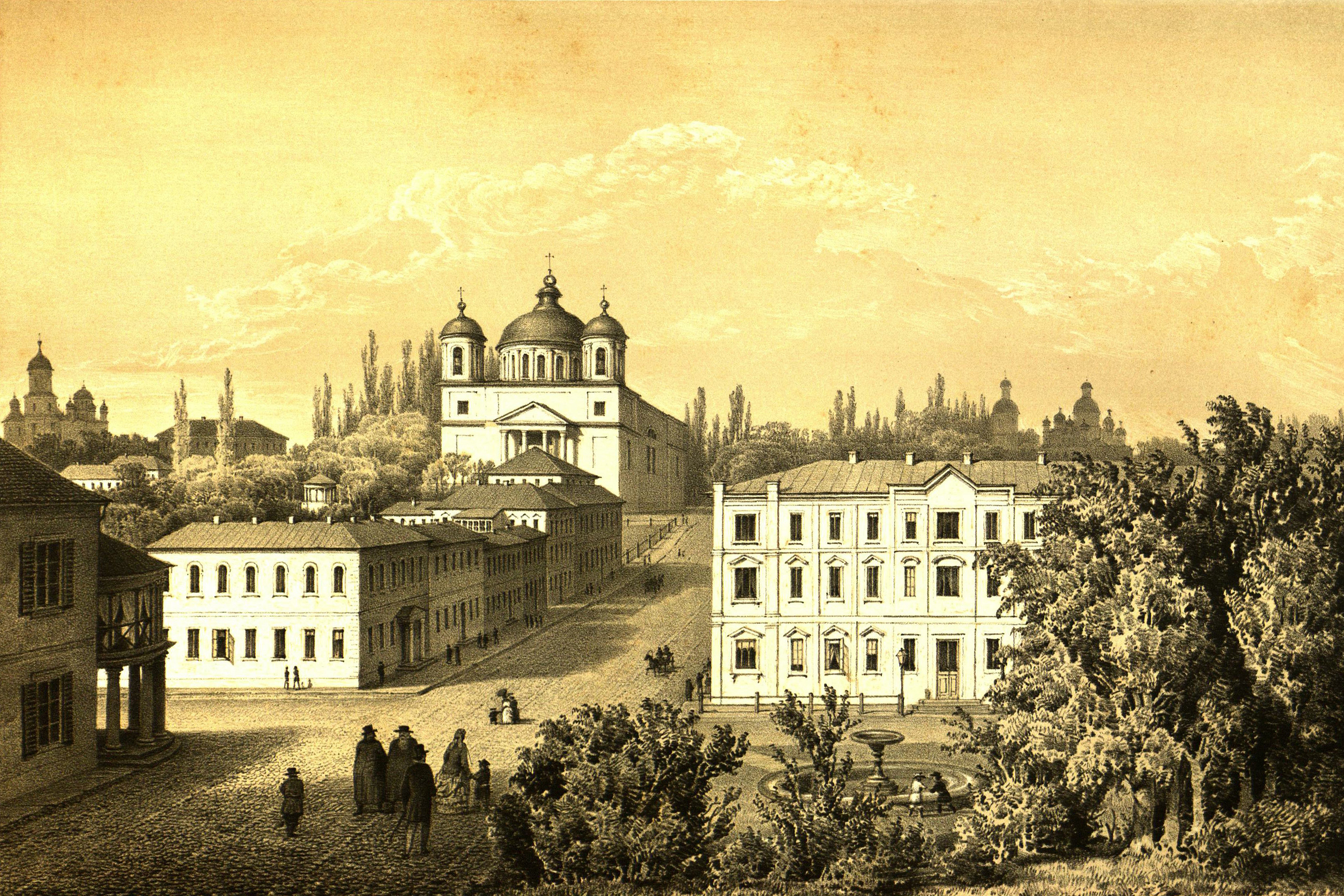
Олександрівський костел на Трьохсвятительській вулиці. Малюнок Наполеона Орди, 1870 рік

Вулиця виникла у XVII столітті. Її назва походить від церкви Трьох Святителів, що знаходилася на Михайлівській площі. Церкву було знищено у 1934–1935 роках, для будівництва майбутньої Урядової площі. Зараз на її місці — єдиний будинок з ансамблю споруд, які мали бути зведені на площі — колишній будинок обкому та міському компартії УРСР, а нині будівля міністерства закордонних справ України.
У XVIII — на початку XX ст. вздовж парного боку вулиці від Володимирської гірки до монастиря розташовувалися дерев'яні рундуки, де продавали лампади, ладанки, ікони, хрести. У середині XVIII виробництво релігійних товарів стало одним з головних занять київських міщан.
На початку XIX століття вулицю перейменували на Театральну, на честь першого у місті, тоді ще дерев'яного театру, зведеного у 1805 році, який знаходився приблизно на місці сучасного Українського дому. В ті часи вулиця пролягала до Подолу, у бік якого повертала поблизу теперішнього фунікулеру, і включала до свого складу сучасний Боричів узвіз. У 1830–40-х роках, внаслідок реконструкції Старого Києва, напрямок пролягання Трьохсвятительської вулиці змінено в бік Андріївського узвозу, вона складала єдине ціле з сучасною Десятинною вулицею.
У 1919 отримала назву вулиця Жертв Революції, за однією з версій, у пам'ять про революціонерів-більшовиків, яких 24-25 грудня 1918 року вели цією вулицею на розстріл на Володимирську гірку (назву підтверджено 1944 року). Пізніше, у 1955 році, коли в рамках «відлиги» поняття «жертви революції» набуло неоднозначного характеру (можливо, через можливість ототожнювання з ними жертв більшовицького Червоного терору), вулиця отримала назву Героїв Революції.
У середині 1930-х планувалася реконструкція вулиці зі зменшенням її кута схилу. У 1958 році від Трьохсвятительської вулиці відокремлено Десятинну вулицю, після чого вона набула сучасних розмірів. Історичну назву вулиці відновлено 1992 року.

## Пам'ятки архітектури
Будинки № 4, 4-а, 4-б та 4-в є комплексом Михайлівського монастирського готелю. Він будувався у кілька етапів, з 1857 по 1907 рік. Будинок № 4 є найновішим з комплексу, він зведений за проектом Євгена Єрмакова у 1906–1907 роках. Будинок № 4-в зведений у 1883 році (архітектор Володимира Ніколаєв). Під час Першої світової війни у 1914 році тут розміщувався штаб і дві роти добровольців Чехословацької дружини, сформованої з російських чехів та словаків. У 1918 році тут були казарми гайдамаків Симона Петлюри. Після громадянської війни — студентські гуртожитки, пізніше — інститути Академії наук України.
Непарний бік вулиці майже повністю зберіг забудову кінця XIX — початку ХХ століття, окрім будинку № 1.
Будинок № 5 — особняк купця Д. Трахтенберга, № 7 — прибутковий будинок (1913–1914 роки), зведений на території садиби Олександрівського костьолу, стиль — пізній модерн. Будинки № 11, 13 — прибуткові будинки (поч. XX ст.)

### Михайлівський монастир
До Трьохсвятительської вулиці відносяться наступні історичні споруди на території монастиря:
- № 6 — Михайлівські (Братські) келії монастиря, зведені у 1854–1856 роках архітектором Київської єпархії Павлом Спарро.
- № 6-А — Трапезна церква Іоанна Богослова Михайлівського монастиря (1713 р., бароко)
- № 6-Б — Співацький флігель, пам'ятник архітектури кін. XIX — поч. ХХ ст.
- № 8 — Варваринські келії монастиря (1898–1902 роки)

## Відомі особи, пов'язані з Трьохсвятительською вулицею
У будинку № 13 проживали художники Михайло Врубель та Вільгельм Котарбінський. У будинку № 4 у 1902 році зупинялася письменниця Марко Вовчок.

## Пам'ятники та меморіальні дошки
- буд. № 4 — меморіальна дошка письменниці Марко Вовчок. Відкрита 7 січня 1958 року, архітектор І. Л. Шмульсон. Замінена у 1968 році, скульптор Г. Н. Кальченко, архітектор А. Ф. Ігнащенко.
- буд. № 6 — меморіальна дошка Макаренку Миколі Омельяновичу (1877—1937), єдиному вченому, який у 1934 році відмовився підписати акт на знищення Михайлівського собору. Відкрито у 1994 році, скульптор Ю. В. Багалика, архітектори Р. І. Кухаренко, Ю. Г. Лосицький.

На території Михайлівського Золотоверхого монастиря знаходиться монумент «Жертвам за Віру» 1988 (відреставровано та освячено у 2019 році), скульптор Євген Прокопов, архітектор Нестор Попович.
Пам'ятник студентам та викладачам Київської духовної академії скульптура «Гефсіманське боріння».

## Установи та заклади
- Центр гуманітарної освіти НАН України (буд. № 4)
- Інститут держави і права ім. В. М. Корецького НАН України (буд. № 4)
- Інститут української археографії та джерелознавства ім. М. С. Грушевського НАН України (буд. № 4)
- Інститут філософії імені Григорія Сковороди НАН України (буд. № 4)
- Київський інститут перекладачів при НАН України (буд. № 4)
- Київське міське бюро технічної інвентаризації (буд. № 4-в)
- Галерея мистецтв Portal 11 (буд. № 11)

## Зображення

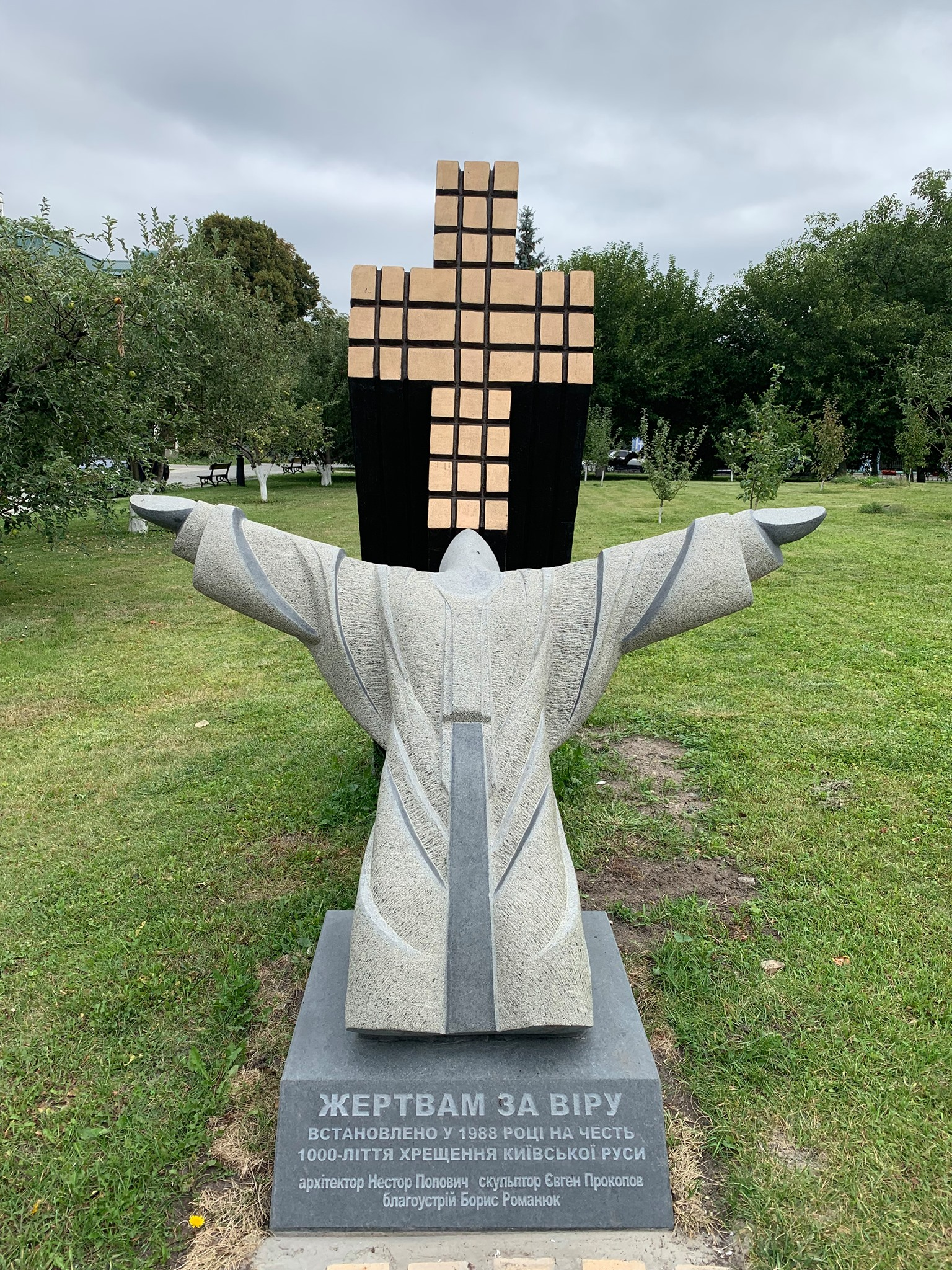
Пам'ятник ЖЕРТВАМ ЗА ВІРУ, 1988, на території Михайлівського Золотоверхого монастиря, Трьохсвятительська вул. 6, скульптор Євген Прокопов, архітектор Нестор Попович.

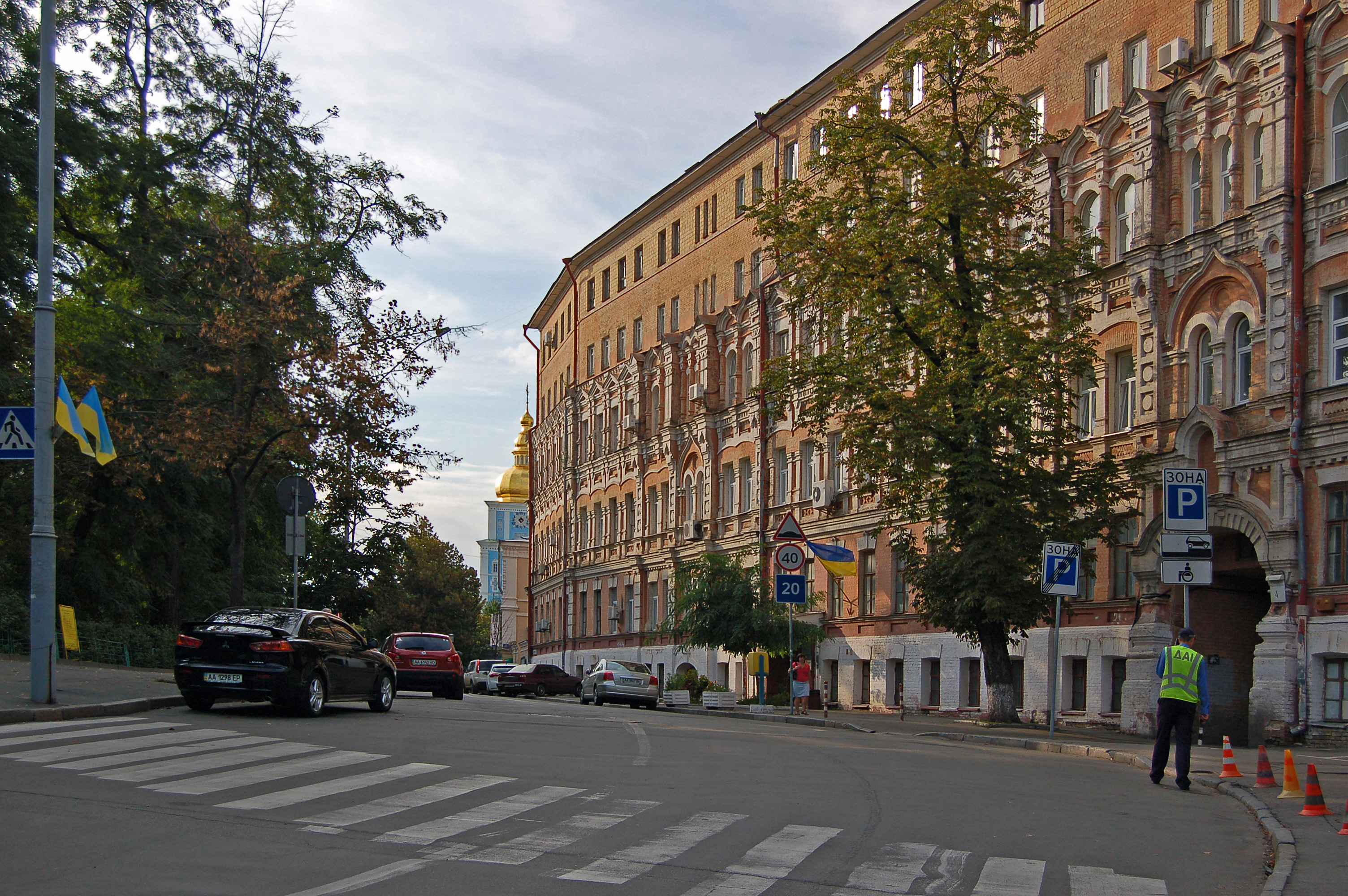
Приміщення установ НАН України
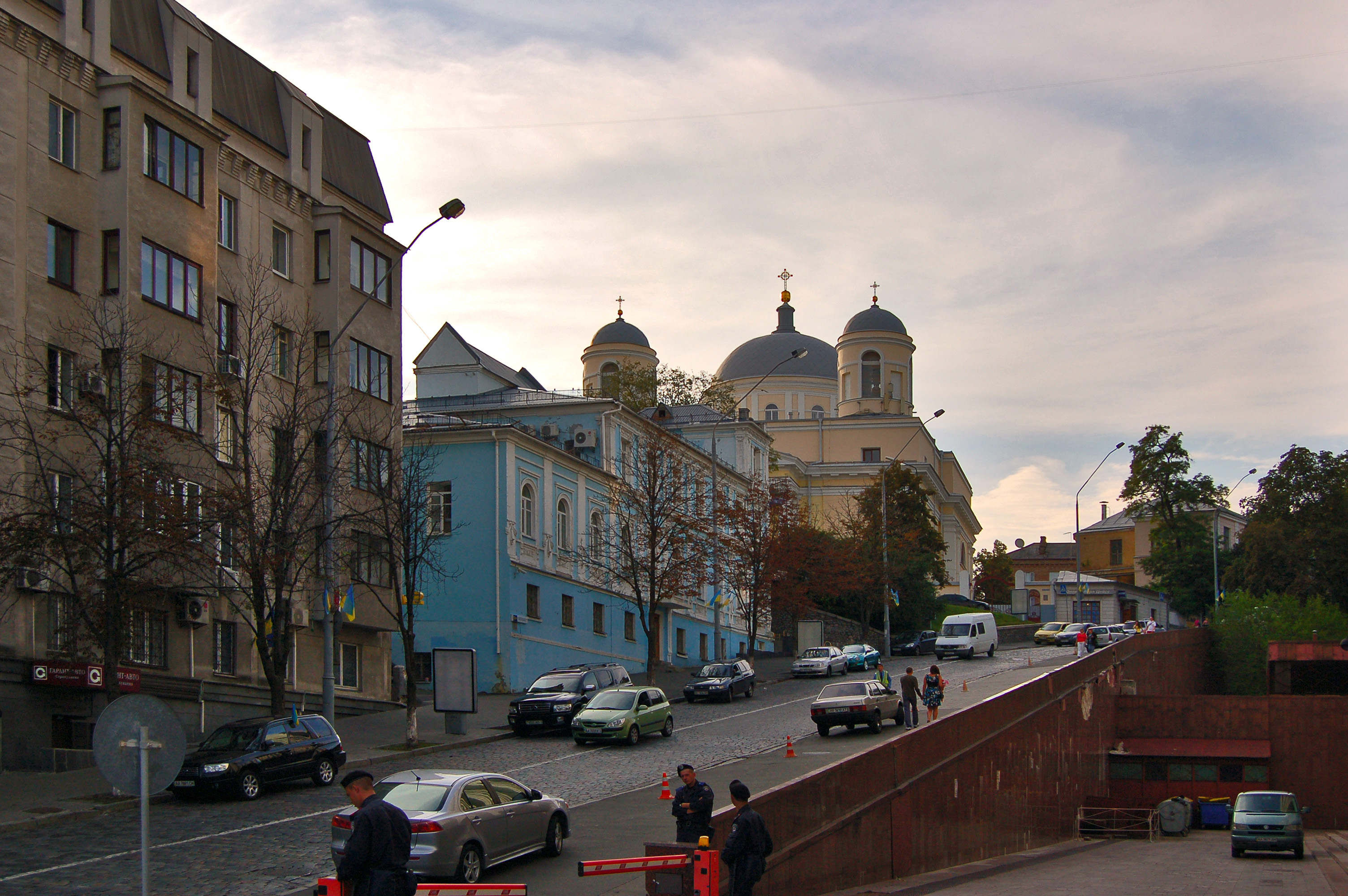
Костел на Трьохсвятительській вулиці
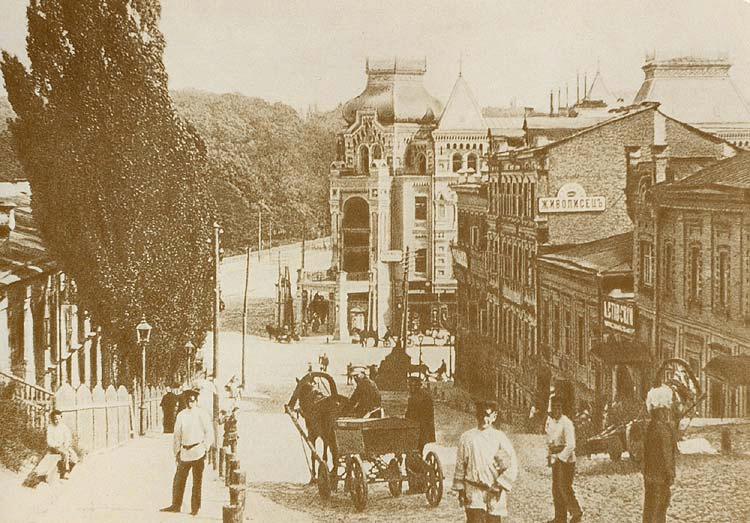
Трьохсвятительська вулиця на початку XX століття